# Satellite (chanson)
Pour les articles homonymes, voir Satellite.
Chansons représentant l'Allemagne au Concours Eurovision de la chanson
Miss Kiss Kiss Bang
(2009) Taken by a Stranger
(2011)
Chansons ayant remporté le Concours Eurovision de la chanson
 Fairytale
(2009)  Running Scared
(2011)
Pistes de My Cassette Player
My Cassette Player
Satellite est la chanson gagnante du Concours Eurovision de la chanson 2010, interprétée par la chanteuse allemande Lena Meyer-Landrut.
Elle est intégralement interprétée en anglais, et non pas en allemand, comme le permet la règle depuis 1999.

## Classements
| Pays               | Chart                    | Meilleure position |
| ------------------ | ------------------------ | ------------------ |
| Australie          | ARIA Charts              | 37                 |
| Autriche           | Ö3 Austria Top 40        | 2                  |
| Belgique           | Ultratop (Flandres)      | 4                  |
| Belgique           | Ultratop (Wallonie)      | 6                  |
| République tchèque | IFPI                     | 56                 |
| Danemark           | IFPI                     | 1                  |
| Europe             | European Hot 100 Singles | 1                  |
| Finlande           | Mitä hittiä              | 1                  |
| Allemagne          | Media Control Charts     | 1                  |
| Irlande            | IRMA                     | 2                  |
| Hongrie            | Mahasz                   | 24                 |
| Pays-Bas           | Mega Single Top 100      | 5                  |
| Norvège            | VG Lista                 | 1                  |
| Espagne            | PROMUSICAE               | 23                 |
| Suède              | Sverigetopplistan        | 1                  |
| Suisse             | Media Control Charts     | 1                  |
| Royaume-Uni        | UK Singles Chart         | 30                 |

## Certification
| Pays      | Certifié    | Réf   |
| --------- | ----------- | ----- |
| Allemagne | 2 × Platine | [ 1 ] |
| Suède     | Or          | [ 2 ] |
| Suisse    | Platine     | [ 3 ] |